# Pellet József
Pellet József (Óbuda, 1823. május 2. – Esztergom, 1903. január 29.) esztergomi apátkanonok és címzetes püspök. 

## Élete
A gimnáziumot Budán, a bölcseletet mint növendékpap 1841-től Nagyszombatban, a teológiát 1843-tól szintén itt végezte. 1847. augusztus 4-én felszentelték, azután káplán volt Nagyoroszin. 1849-től Kemencén, majd ismét Nagyoroszin, 1851-ben Budán a Vízivárosban, majd Pest-belvárosban; 1859-ben a budai elemi iskolák igazgatója. 1865. január 28-án pápai tiszteletbeli káplán lett, majd a budapesti központi papnevelő intézet aligazgatója. 1878. július 1-jén címzetes, 1882. december 23-án valóságos esztergomi kanonok, majd címzetes apát, 1889. december 20-án komáromi főesperes és 1897. augusztus 16-án bidnai címzetes püspök lett. A III. osztályú vaskoronarend lovagja.

## Munkái
- Carmen bucolicum honoribus cels. ac rev. dni dni principis Josephi Kopácsy miseratione divina metropolitanae Strigoniensis archi-episcopi ... dum diem patrono suo sacram recoleret, a clero juniore seminarium Tyrnaviensium pie dicatum. 1847. Tyrnaviae.
- Kérelem Buda főváros t. cz. czéheihez a legénylegylet ügyében. Buda, 1868.